# Viabon
Viabon est une ancienne commune française située dans le département d'Eure-et-Loir en région Centre-Val de Loire, devenue le 1er janvier 2016 une commune déléguée au sein de la commune nouvelle d'Éole-en-Beauce.

## Géographie

### Situation

Situation géographique
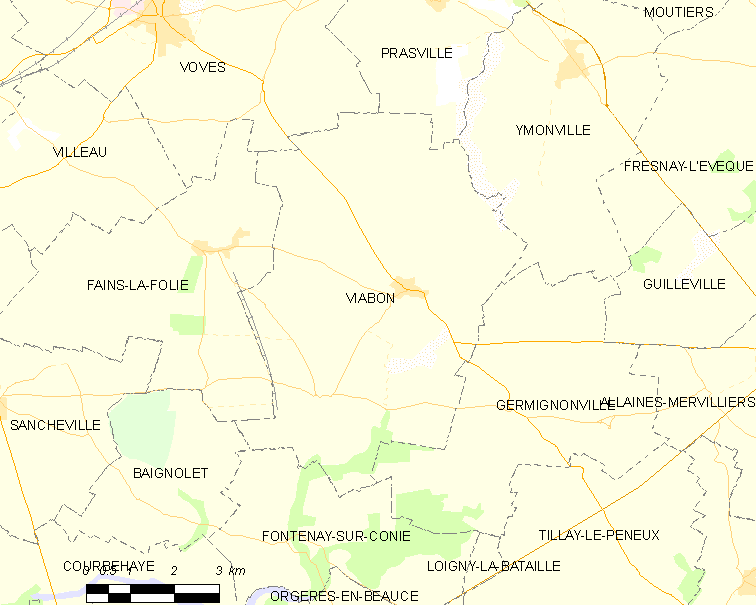
Carte de la commune de Viabon, 2012.

### Communes limitrophes
| Voves          | Prasville          | Ymonville      |
| Fains-la-Folie | Viabon             |                |
| Baignolet      | Fontenay-sur-Conie | Germignonville |

### Hameaux et lieux-dits
- Lutz, au nord ;
- Ohé et les Petites bordes, au sud ;
- Mellay et Morais, à l'ouest.

## Toponymie
- Viabon : Vicus Abbon
- Ohé : Audiacum

## Histoire

### Révolution française et Empire
Le 11 octobre 1804, le ministre de l'intérieur révoque Monsieur Perrot, maire de Viabon, pour les faits suivants : "loin d'employer les mesures nécessaires pour arrêter les actes de rébellion qui le 19 Messidor précédent (8 juillet 1804), ont eu lieu dans cette commune, et pour garantir la gendarmerie qui s'y trouvait de service, des insultes et des voies de fait qu'elle a essuyées, s'est enfermé dans sa maison ; et qui, par insouciance, néglige toutes les affaires de la commune, notamment l'assiette des contributions."

## Politique et administration

### Liste des maires
| Période                                  | Période          | Identité             | Étiquette | Qualité     |
| ---------------------------------------- | ---------------- | -------------------- | --------- | ----------- |
| Les données manquantes sont à compléter. |                  |                      |           |             |
| avant 1995                               | ?                | Bernard Poulain      | DVD       |             |
| mars 2001                                | 31 décembre 2015 | Jean-François Robert | DVD       | Agriculteur |

## Population et société

### Démographie
L'évolution du nombre d'habitants est connue à travers les recensements de la population effectués dans la commune depuis 1793. À partir du 1er janvier 2009, les populations légales des communes sont publiées annuellement dans le cadre d'un recensement qui repose désormais sur une collecte d'information annuelle, concernant successivement tous les territoires communaux au cours d'une période de cinq ans. 
Pour les communes de moins de 10 000 habitants, une enquête de recensement portant sur toute la population est réalisée tous les cinq ans, les populations légales des années intermédiaires étant quant à elles estimées par interpolation ou extrapolation. Pour la commune, le premier recensement exhaustif entrant dans le cadre du nouveau dispositif a été réalisé en 2008,.
En 2013, la commune comptait 368 habitants, en évolution de +17,57 % par rapport à 2008 (Eure-et-Loir : +1,94 %, France hors Mayotte : +2,49 %).
| 1793 | 1800 | 1806 | 1821 | 1831 | 1836 | 1841 | 1846 | 1851 |
| ---- | ---- | ---- | ---- | ---- | ---- | ---- | ---- | ---- |
| 769  | 732  | 741  | 711  | 780  | 848  | 792  | 875  | 955  |

| 1856 | 1861 | 1866 | 1872 | 1876 | 1881 | 1886 | 1891 | 1896 |
| ---- | ---- | ---- | ---- | ---- | ---- | ---- | ---- | ---- |
| 938  | 946  | 935  | 885  | 840  | 771  | 806  | 836  | 801  |

| 1901 | 1906 | 1911 | 1921 | 1926 | 1931 | 1936 | 1946 | 1954 |
| ---- | ---- | ---- | ---- | ---- | ---- | ---- | ---- | ---- |
| 806  | 838  | 812  | 756  | 701  | 720  | 680  | 634  | 550  |

| 1962 | 1968 | 1975 | 1982 | 1990 | 1999 | 2008 | 2013 | - |
| ---- | ---- | ---- | ---- | ---- | ---- | ---- | ---- | - |
| 425  | 392  | 339  | 279  | 292  | 248  | 313  | 368  | - |

## Culture locale et patrimoine

### Lieux et monuments
- L'église Saint-Martin, qui semble remonter au XIe siècle, est agrandie au XVe siècle par l'adjonction d'un collatéral à quatre travées[6] ;
- La tour de télécommunications ;
- Le château d'eau de Lutz ;
- La nécropole de la Garenne de Granvilliers.

Lieux et monuments
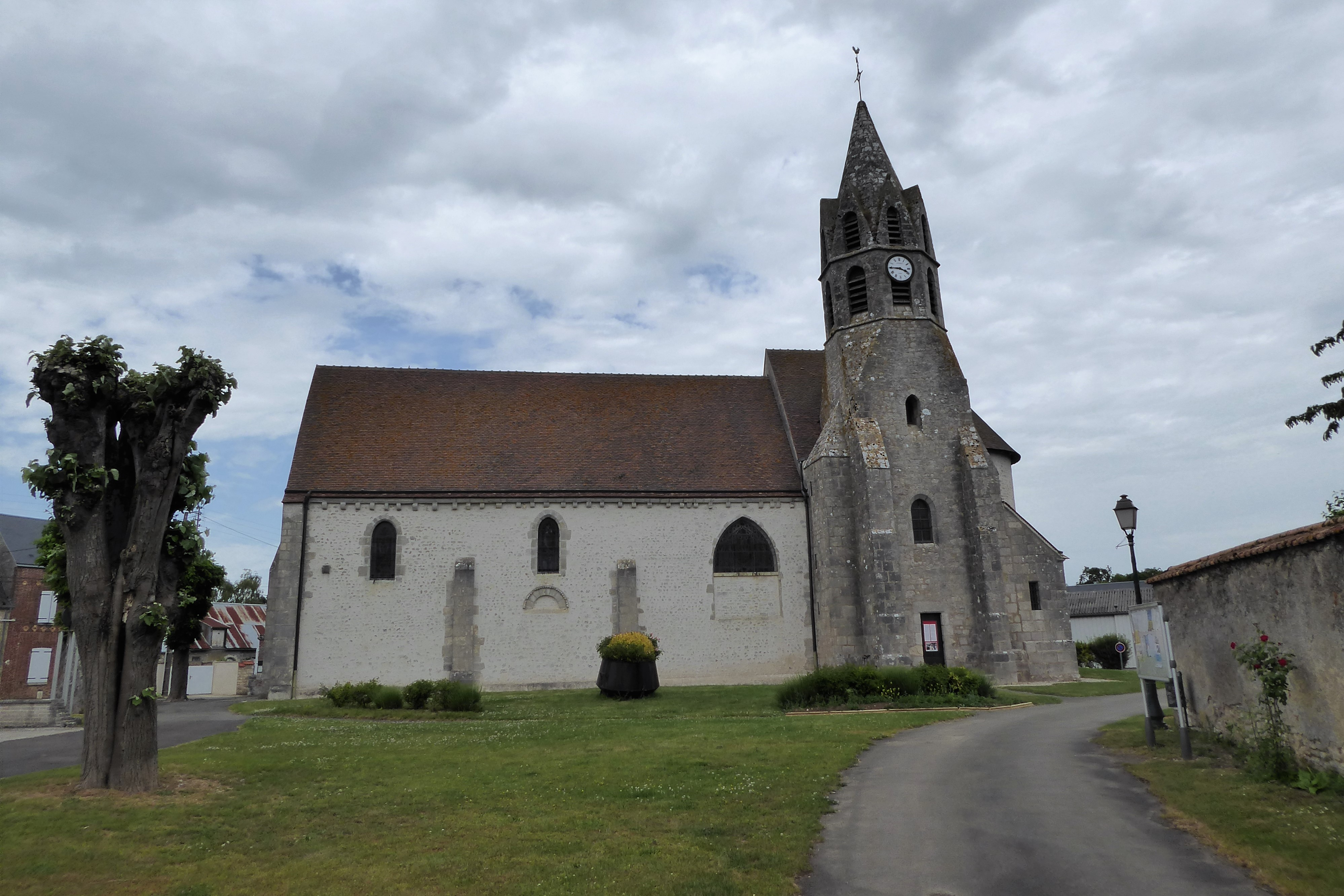
L'église Saint-Martin.
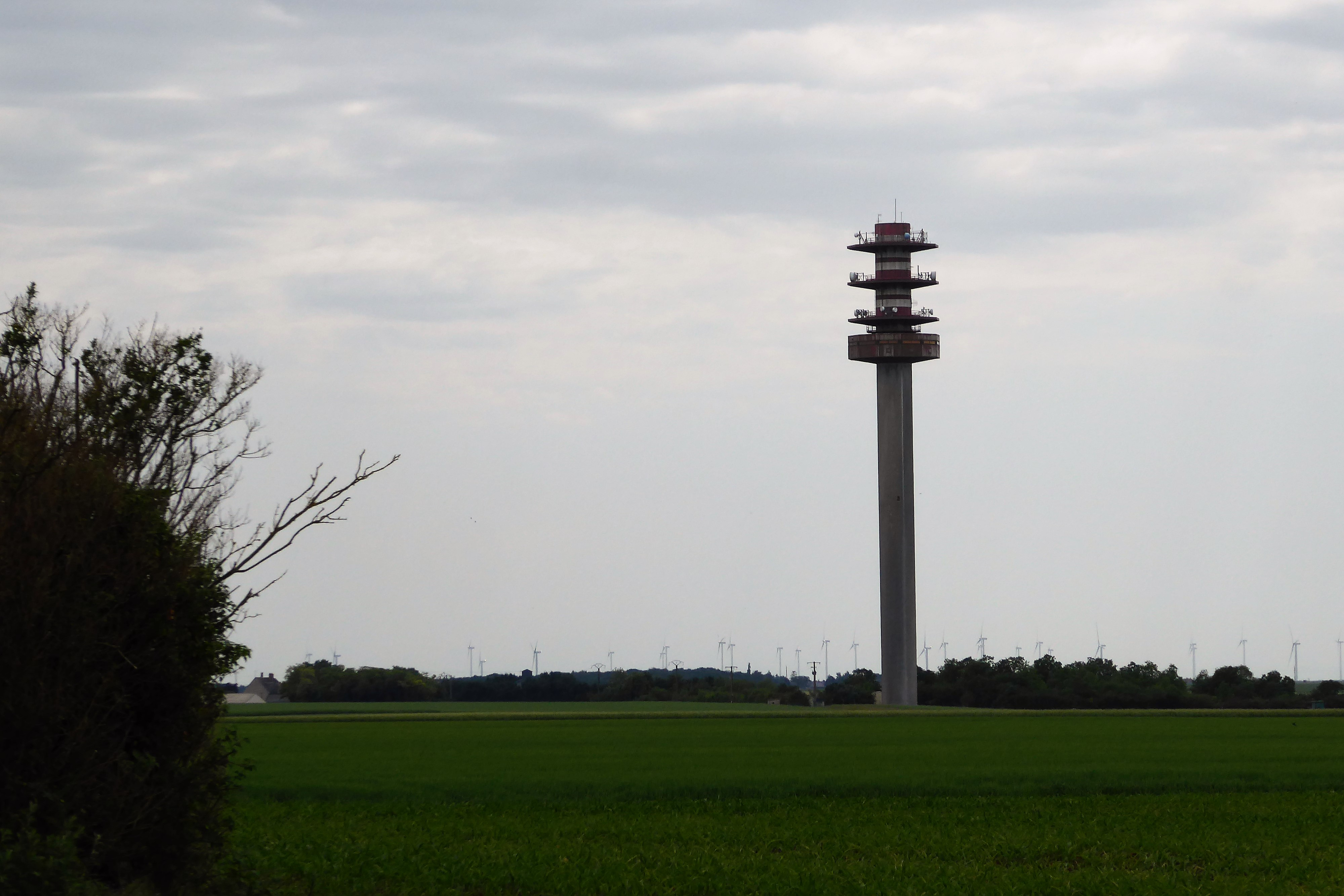
La tour de télécommunications.
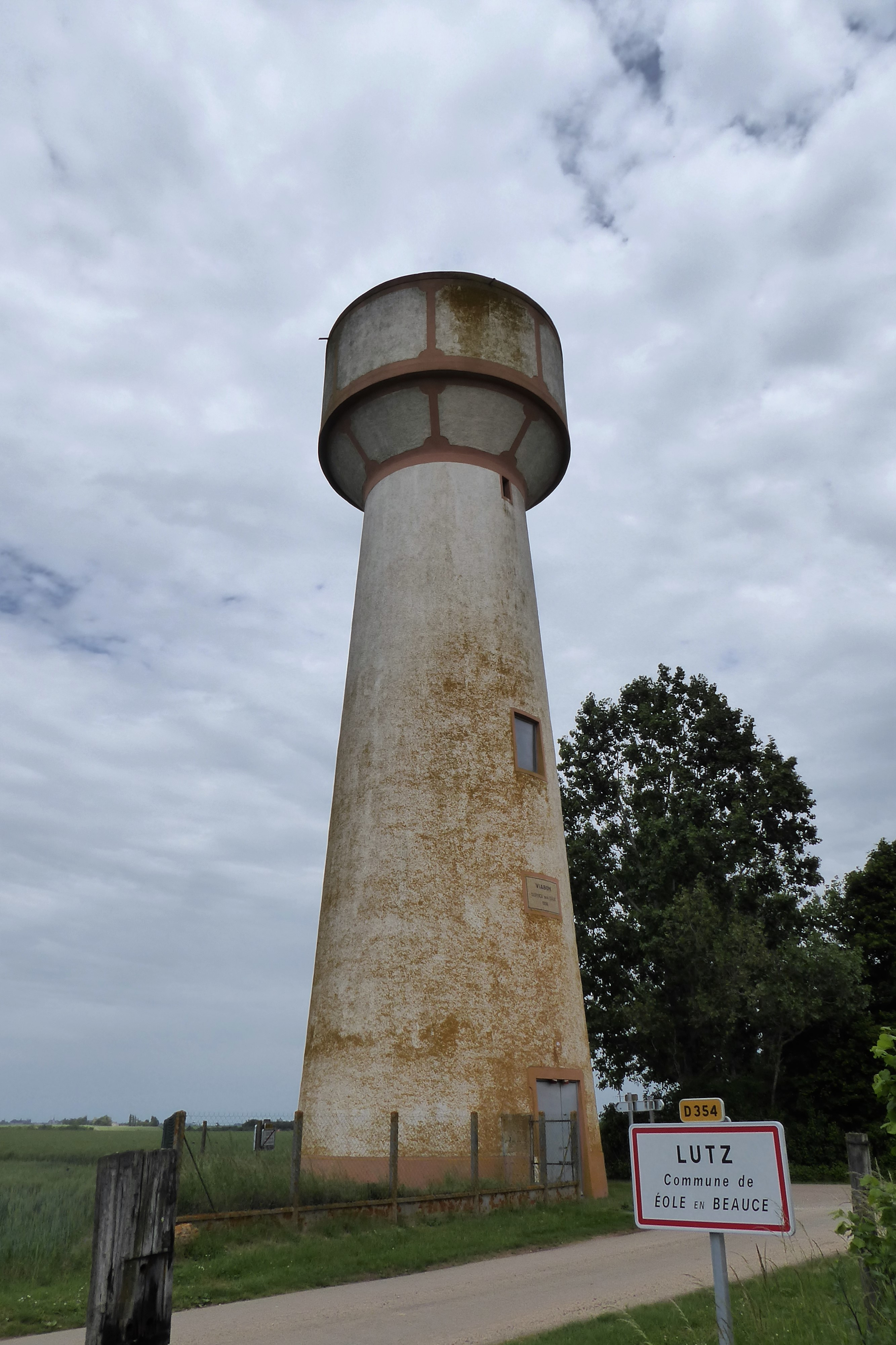
Le château d'eau.
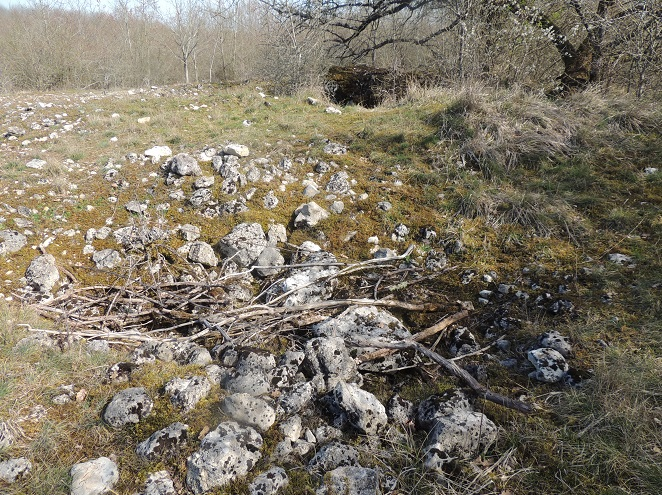
La Garenne de Granvilliers.

### Personnalités liées à la commune
- Nicolas Trouvé, soldat tué à la Bataille d'Austerlitz le 2 décembre 1805. La commune lui a rendu un hommage solennel le 14 avril 1806. Un tableau couronné portant une inscription exprimant la reconnaissance des habitants de Viabon a été placé contre des piliers du chœur de l'église[7].